# Yenigazi
Yenigazi ist ein Dorf im Landkreis Sarıkamış der türkischen Provinz Kars. Yenigazi liegt etwa 43 km südwestlich der Provinzhauptstadt Kars und 20 km nordöstlich von Sarıkamış. Yenigazi hatte laut der letzten Volkszählung 612 Einwohner (Stand Ende Dezember 2010). Die Bevölkerung besteht hauptsächlich aus Tschetschenen.